# Свети Николай (Елатохори)
„Свети Николай“ (на гръцки: Aγίου Νικολάου) е православна църква в катеринското село Елатохори (Скутерна), Егейска Македония, Гърция, част от Китроската, Катеринска и Платамонска епархия. Църквата е разположена в Старото село. Според надписа над главния вход, църквата е изградена в 1779 година. Представлява трикорабна куполна базилика без нартекс. Апсидата е висока и многоъгълна, изградена от камък. В интериора има запазени стенописи от XVIII век, резбован иконостас с богата флорална декорация. В 1999 година храмът е обявен за защитен паметник на културата.